# قاعدة الطور لغيبس

من أجل فهم التحولات الطورية للمادة يجب ايجاد وسيلة لتمثل (الاستقرار الحرارى) للاطوار المختلفة للمادة بالنسبة للظروف المختلفة (درجات الحرارة والضغط) («الاتزان الطورى»). هذه المعلومات يسهل فهمها بوضوح في ما يعرف ب «منحنيات الطور». فمنحنيات الطور هي رسم بياني يوضح فيها الاطوار المختلفة للمادة واستقرار كل منها عند الظروف المختلفة. بالمعنى الدقيق للكلمة منحنيات للطور يفترض ان تمثل الاتزان الكيميائى الحقيقي بين الاطوار المختلفة (أي ان النظام يحقق شرط اقل طاقة ممكنة).

## منحنيات الطور
بالنسبة للاطوار التي توجد في حالة من التوازن مع بعضها البعض، فان قاعدة جيبس للطورتستخدم:
F + P =C + 2
حيث ان:
F هو عدد درجات الحرية (degrees of freedom)، أي عدد المتغيرات الفيزيائية مثل درجة الحرارة والضغط والتي بتغيرها يمكن ان تتغير حالة الاتزان.
وP هو عدد الاطوار (phases) الموجودة في الاتزان
الطور المادي هو مادة متجانسه على المستوى الذري، حيث يتجانس التركيب الكيميائى والبلورى في كل مكان داخلها. والطور يمكن ان يتكون من مادة واحدة أو مخلوط من مواد مختلفة على هيئة محلول متجانس سائل أو صلب والمقصود بالمتجانس أي ان الخلط على المستوى الذرى أو الجزيئى. فبذالك مزيج من الرمل والملح لا يمثل طور واحد، ولكن يمثل طورين كل منهما له خصائصة المرئية (macroscopic) الخاصة به.
وC هو عدد المكونات المستقلة (components) وهي المكونات النقيه مثل العناصر اوالمركبات والتي تركيزها لايعتمد على وجود مواد أخرى. ويمكن ان يوجد مواد أخرى غير مستقلة مثل المركبات التي تتكون من اتزان مع المكونات المستقلة. عدد المكونات في بعض الأحيان يصعب تحديدها، فاذا كان ثمة علاقة ثابتة بين المكونات الكيميائية المختلفة، فلا تعتبر مكونات مستقلة. فعلى سبيل المثال، إذا اضيف كلوريد الصوديوم إلى المياه فسوف يتكون ايون الكلور (Cl-) وايون الصوديوم (Na+) ولايعتبر مكونات مستقلة حيث ان كميتهما تعرف بمعرفة كمية NaCl ومن ثمة يكون هناك مكون اضافي واحد بجانب الماء وهو الملح.